# Feest in de stad
Feest in de Stad is het debuutalbum van de Belgische rockband Noordkaap. Het werd uitgebracht in 1991 en is bekend van onder meer de single Arme Joe.

## Achtergrond
In 1988 nam Noordkaap zonder veel succes deel aan Humo's Rock Rally. Twee jaar later nam de groep met een nieuwe bezetting opnieuw deel aan de talentenjacht. Noordkaap gooide ditmaal hoge ogen met een cover van het Will Tura-nummer Arme Joe en won de wedstrijd. Als een gevolg sleepte de band een platencontract en verschillende optredens in de wacht.
In 1991 werd het debuutalbum Feest in de Stad uitgebracht. Het album bevatte onder meer de single Arme Joe, die in december 1990 in de hitparade verscheen. In een review die in 1991 gepubliceerd werd noemde Humo het album "geen wereldplaat, maar wel een belovend debuut".
Het nummer Scheuren In Het Hart maakt geen deel uit van de langspeelplaat van het album, maar is wel terug te vinden op de cd.

## Nummers
1. Feestfanfare – 1:40
2. Feest In De Stad – 4:43
3. Stil Verdriet – 3:53
4. De Telefoon Weent – 3:33
5. Muiterij Aan Boord – 4:08
6. Rücksichtslos – 3:57
7. Arme Joe – 3:29
8. Paris Texas – 3:01
9. Dans Met Mij – 3:35
10. Kippevel – 4:09
11. Sta Mij Bij – 3:42
12. Pacific Naar M'n Hart – 3:09
13. Scheuren In Het Hart – 3:55
14. Regen En Ruïnes – 2:46

## Medewerkers
Noordkaap
- Stijn Meuris – zang
- Lars Van Bambost – gitaar
- Erik Sterckx – basgitaar
- Nico Van Calster – drum
- Serge Feys – toetsen

Overige
- Jean Blaute – producent
- Jean-Marie Aerts – producent
- Werner Pensaert – geluidstechniek